# Mestre d'escola
El mestre o la mestra d'escola és la persona encarregada d'impartir l'ensenyament primari. El títol és atorgat per escoles universitàries de formació del professorat. Sovint és utilitzat com a sinònim el mot pedagog, que té un sentit més ampli.
Magisteri és el nom que rep la formació que rebien a la universitat els mestres per als càrrecs docents. Un cop superada la formació, les escoles universitàries de formació del professorat n’atorguen el títol. Encara que hi havia antecedents a l'edat mitjana (escoles catedralícies, entitats de caràcter gremial), les escoles especials per a preparar mestres no van aparèixer fins al segle xviii, a partir de l'obligatorietat de l'ensenyament imposada per la Revolució Francesa.
El mestre és aquella persona encarregada de transmetre coneixements i valors a diferents nivells i àmbits. La seva funció principal és formar i, en alguns casos, educar per aconseguir que el seu alumnat assoleixi les seves metes. Hi ha tres tipus de mestres: el mestre de llar d'infants, el mestre d'infantil i el mestre de primària.
El rol principal del mestre no és pas el de la persona que té molts sabers —que n’ha de tenir, sens dubte— sinó el d'aquella persona que és capaç de conèixer i reconèixer l'alumne; és qui l’acompanya, la paraula “acompanyar” ve del llatí cum-panis, que significa menjar del mateix pa. Per tant, el docent actual és la persona que menja del mateix pa amb els seus alumnes i, per tant, d'alguna manera, està al seu costat. Per tant, el rol del mestre coneix les necessitats de cada alumne i, gràcies al fet què les coneix, és capaç d'extreure el millor de cadascun d'ells. Els acompanya, els orienta i els reconeix. (Miquel, A. P.)

## Història del mestre d'escola a Espanya

### Seglexixi XX
A principis del segle xix hi havia un 68% d'analfabetisme, l'ensenyament era obligatori, però existia un elevat percentatge d'absentisme escolar degut als alumnes que alternaven l'aprenentatge amb el treball, molts d'ells al camp i es va veure afectat a les escoles, ja que necessitaven diners per poder viure. El 1857 la Llei Moyano va ser fonamental per l'ordre legislatiu en el sistema educatiu espanyol durant més de cent anys i va perdurar fins a la Llei General de l'Educació del 1970. Aquesta llei decidia tant les assignatures que es feien obligatòriament en les escoles, com el dia que tenen festa setmanal. A finals del segle xix, els professors van iniciar un procés de construcció d'un cos professional homologat a altres funcionaris d'Estat i va fer assumir els salaris encarregant-se de la seva formació i selecció, i per això van fer que s'independitzessin dels ajuntaments en l'apartat del salari, pocs anys després es va crear la Direcció General d'Ensenyament Primària, al 1911.
La figura del professor d'escola era la més pobra de les denominades forces vives, formades pel mossèn, el farmacèutic o el metge. Aquest treball estava mal retribuït i poc considerat socialment rondant les 1000 pessetes anuals, inferior inclús al d'un paleta, per aquesta raó era coneguda una frase que s'escoltava molt per aquells anys: passar més fam que un mestre d'escola. Molts cops els professors obtenien recompenses per part de les famílies dels alumnes, li oferien productes del seu hort i granges.
A l'hora de l'aprenentatge, els alumnes mai qüestionaven les explicacions o les decisions del seu professor, exercien molt de poder d'autoritat i respecte, inclús fora de l'aula vigilaven la seva conducta.
Els càstigs en aquella època eren molt usats, per exemple col·locar-se de genolls cara a la paret amb llibres que pesaven molt a les mans o copiar mil vegades una frase com: «no parlaré a classe o no contestaré al meu professor».
Cada dia del curs escolar eren lectius tant pels matins com per les tardes inclús els diumenges, menys un dia a la tarda i el període de vacances d'estiu, la jornada escolar durava sis hores en què els alumnes havien d'estar quiets als seus pupitres i obeint als seus professors. Al 1904 sota la petició de l'església, es va constituir el diumenge com a no lectiu perquè pogueren atendre les obligacions religioses. Cada escola tenia les seves regles per aplicar més o menys hores lectives i que una assignatura tinguera més o menys implicació a l'hora de l'aprenentatge dels alumnes.

### Segona República
L'arribada de la dreta al poder durant els anys 1934 i 1935 va suposar una pausa en l'àmbit educatiu, sobretot per una falta de pressupost, el 1936 hi va haver unes eleccions i va guanyar el Frente Popular. Amb l'inici de la Guerra Civil Espanyola les escoles estaven tancades a l'hivern per causa dels bombardejos i la falta de combustible, i això feia que els professors no hi poguessin anar.
Després de la proclamació de la República es va crear una nova Constitució en la qual Espanya fou declarada un estat laic. Rodolfo Llopis, Director General de l'Ensenyament, va enviar una circular a tots els centres comunicant que havien de suprimir l'assignatura de religió i el crucifix va ser retirat de les aules, la qual cosa va comportar una forta reacció entre els catòlics.
El programa educatiu de la República dugué a terme una sèrie d'innovacions: van encarar l'aula com un espai obert a l'exterior i els alumnes es van adaptar als models de l'Escola Nova de Ferrer i de l'Escola Activa assumits pel Govern. Per primera vegada l'ensenyament esdevé universal i gratuït. També es va exigir que hi hagués un treball compartit entre els alumnes.
El 30 de gener del 1937, en plena Guerra Civil, es van crear les Milicies Confederals per continuar la feina que no podien fer els professors. El que feien era recórrer els pobles d'Espanya amb biblioteques i museus escolars. També feien classes improvisades, xerrades, obres de teatre... amb l'objectiu de què hi hagués una culturització general de la població i no es deixés d'impartir docència.

### Dictadura de Franco
El 1939 molts treballadors, intel·lectuals, professors o artistes es van veure obligats a abandonar Espanya. Alguns d'ells van exiliar-se a França. L'adoctrinament ideològic de la societat va ser la conseqüència de la victòria del franquisme: van introduir canvis en les lleis educatives i de tot el que estiguera relacionat amb la República, el crucifix tornà a presidir les aules i els quadres de José Antonio Primo de Rivera i del Cap de l'Estat, el General Franco havien d'estar penjats en la paret principal de l'aula al costat mateix del crucifix. L'educació d'aquella època fou basada en el nacionalcatolicisme i els valors del bàndol vencedor. Al mestre no li calia tenir estudis sinó que devia adherir-se al règim i legitimar el Nou Estat. Molts mestres eren militars del bàndol vencedor o vídues de membres de l'exèrcit nacional sense cap preparació prèvia de la tasca docent.

### Democràcia post-franquista
Des de 2016, mestres i qualsevol persona que treballi o tingui tracte amb infants ha de presentar un certificat de penals conforme no han estat condemnats per cap delicte sexual. Catalunya és l'única regió que exigeix unes proves extra per als mestres des del 2017.

## Tipus de mestre
Podem trobar diferents tipus de mestre: mestre de llar d'infants, mestre d'escola i mestre de primària. Cada un d'ells té una sèrie de necessitats, organitzacions i principis generals.

### Mestre de llar d'infants
Els centres educatius que imparteixen el primer Cicle d'Educació de primera infància o Cicle de llar d'infants, acull infants dels 4 mesos als 3 anys, és voluntària i no gratuïta. Un mestre que treballa a la llar d'infants, ha de tenir una titulació de Tècnic superior d'Educació Infantil o Mestre d'Educació Infantil. Per cada tres grups de nens, un/a dels professionals ha de ser mestra/e, als professionals que hi treballen se'ls anomena educadors.
La ràtio que ha de tenir per menor d'un any, 8 infants; d'un a dos anys, 13 infants; i de dos a tres anys, 20 infants. L'organització és en funció de les necessitats dels infants, intentant conciliar la vida laboral dels pares, per tant cada centre fica el seu horari i algunes normes internes. Les escoles bressol de més de 2.500 habitants, han de complir una sèrie de requisits arquitectònics, per exemple que només ha de ser d'ús exclusiu, han de tenir 2 sales mínim, dos lavabos, una cuina, una sala d'usos múltiples i un pati d'esbarjo.
Els principis generals que ha de proporcionar són els següents:
- Han de cooperar amb la família de l'infant per garantir la coherència educativa
- Han de potenciar els mecanismes per a la participació i col·laboració
- Han de fer un seguiment de cada nen amb unes entrevistes tant individuals com familiars.

(Josep Lluís, P., Tarragona.)

### Mestre d'infantil
Aquest mestre és un educador d'edats entre 3 i 6 anys, per treballar en aquest àmbit, has de tenir una titulació de Mestre d'Educació Infantil o Tècnic superior d'Educació Infantil. Accedir en aquest centre o escola és voluntari i gratuït, s'organitza d'acord amb els principis d'educació inclusiva i coeducadora i fa una atenció especial a: la diversitat dels infants; la detecció precoç de les necessitats educatives específiques; la intervenció en les dificultats de desenvolupament tan bon punt es detecten; i la cooperació estreta entre els centres i les famílies.
En aquestes edats les àrees de coneixement són bàsiques i es treballa la descoberta d'un mateix i dels altres, descoberta de l'entorn i la comunicació i llenguatges. Les funcions que corresponen al mestre d'infantil són:
- Donar suport i ajudar els infants que desenvolupin les seves capacitats cognitives, psicomotores i integració social
- Afavorir l'autonomia, conèixer i respectar l'infant
- Motivar, orientar i planificar activitats per l'alumnat
- Valorar el procés d'aprenentatge coneixent el grau d'assoliment per part de l'alumne dels objectius marcats.

(Departament d'ensenyament, Catalunya.)

### Mestre d'educació primària
L'educació primària és l'etapa educativa de caràcter obligatori i gratuït que compren els cursos acadèmics i s'organitza en tres cicles de dos cursos: cicle inicial, cicle mitjà i cicle superior. Amb caràcter general s'inicia l'any natural que es compleixen 6 anys i es cursa fins als 12 anys. Per accedir com a educador s'ha tenir el Grau d'Educació Primària, per tant ser tenir el títol de Mestre en Educació Primària.
En aquests cursos, les finalitats principals que tenen són:
- Aprendre a pensar i actuar de manera integrada
- Promoure l'adquisició d'hàbits i valors per resoldre problemes
- Fomentar la iniciativa, la creativitat i desenvolupar la capacitat de l'esforç i la cultura de treball.

En aquesta edat ja trobem diferents àrees de coneixement: àmbit lingüístic: que conté la llengua catalana, castellana i estrangera; àmbit matemàtic: que hi han les matemàtiques; àmbit de coneixement del medi: que conté medi natural i medi social; àmbit artístic: que hi podem trobar l'educació artística, com la visual i plàstica, música i dansa; àmbit d'educació física; i àmbit en valors: educació en valors socials i cívics de religió. L'educador té vàries mencions alhora d'especialitar-se, hi ha la menció d'idiomes, atenció a la diversitat, educació musical i dansa, i educació física. (Universitat Rovira i Virgili,Tarragona.) (Josep Lluís, P., Tarragona.)

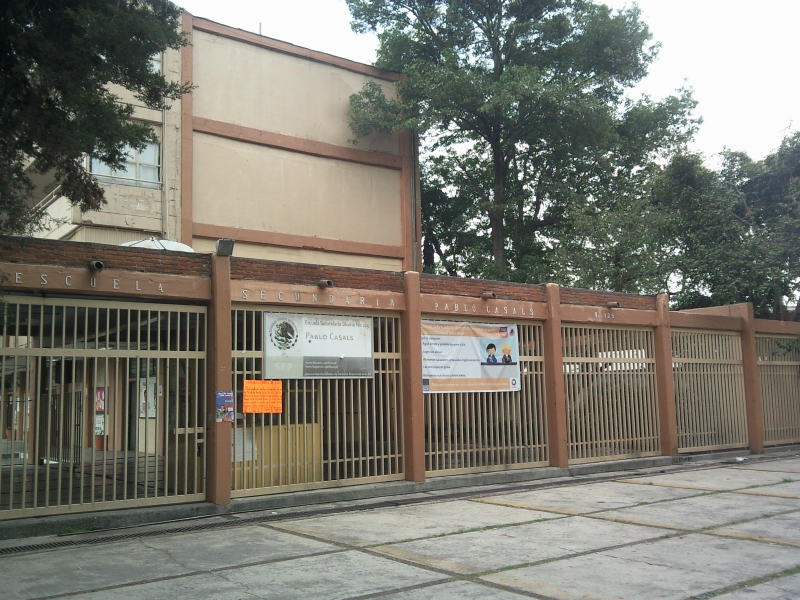
Escola Secundària Pablo Casals

## Tipus de centres educatius
Podem trobar diferents tipus de centres, públics i privats, segons la seva titularitat.
Quan la titularitat correspon a una administració pública (Departament d'Ensenyament, diputació, administració local i altres departaments) parlem de centres públics i quan la titularitat correspon a una persona física o a una persona jurídica de caràcter privat parlem de centres privats i si el centre privat té ensenyaments sostinguts amb fons públics rep la denominació de centre privat concertat.
Un cop creats o autoritzats, els centres educatius (públics i privats) s'inscriuen en el registre de centres, gestionat pel Departament d'Ensenyament.
Els ensenyaments que els centres poden impartir són els següents:
- Educació infantil
- Educació primària
- Educació secundària obligatòria
- Batxillerat
- Formació professional
- Ensenyament d'idiomes
- Ensenyaments artístics (música, dansa, arts plàstiques i disseny, art dramàtic, conservació i restauració de béns culturals)
- Ensenyaments esportius
- Educació d'adults

(Departament d'ensenyament, Catalunya.)

### Centre públic
Aquest tipus de centre és de caràcter gratuït i d'accés a tothom, el consell escolar ha d'aprovar les seves normes de funcionament. En allò que no estigui previst s'han d'aplicar les normes reguladores dels òrgans col·legiats de l'Administració de la Generalitat.
El consell escolar del centre es reuneix preceptivament una vegada al trimestre i sempre que el convoca el director o directora del centre o ho sol·licita almenys un terç de les seves persones membres. A més, s'ha de fer una reunió a principi de curs i una altra a la seva finalització.
Els centres de titularitat pública, a més, hi ha d'haver preceptivament una comissió econòmica que supervisa la gestió econòmica del centre.
Les funcions del Consell Escolar són:
- - Participar en l'aprovació del projecte educatiu i les seves modificacions i participar en l'aprovació de la programació general anual, de les normes de funcionament i de la gestió econòmica del centre.
  - El consell escolar ha de ser consultat de manera preceptiva per valorar cada una de les propostes i manifestar el seu suport per majoria simple dels membres.
  - Avaluar l'aplicació del projecte educatiu i de les seves modificacions així com de la resta de documents de gestió del centre.
  - Aprovar les propostes d'acords de corresponsabilitat, convenis i altres acords de col·laboració del centre amb entitats i institucions.
  - Intervenir en el procediment d'admissió i de selecció d'alumnes.
  - Intervenir en la resolució dels conflictes i, si escau, revisar les sancions als alumnes.
  - Aprovar les directrius per a la programació d'activitats escolars complementàries i d'activitats extraescolars, i avaluar-ne el desenvolupament.
  - Participar en les anàlisis i les avaluacions del funcionament general del centre i conèixer l'evolució del rendiment escolar.
  - Aprovar els criteris de col·laboració amb altres centres i amb l'entorn.
  - Qualsevol altre que li sigui atribuïda per les normes legals o reglamentàries.

(Departament d'ensenyament, Catalunya.)

### Centre privat concertat
Aquests tipus de centres estan sostinguts amb fons públics, estan sotmesos al principi d'autorització administrativa, és a dir, el centre ha de complir els requisits relacionats amb la titulació del professorat, ràtio, instal·lacions, etc. També tenen el dret a establir el caràcter propi de cada centre.
Les funcions del Consell Escolar són:
- Intervenir en la designació i el cessament del director o directora del centre i en la selecció i l'acomiadament de docents, en els termes establerts per la legislació orgànica en aquesta matèria.
- Participar en el procés d'admissió d'alumnes i garantir el compliment de les normes que el regulen.
- Aprovar, a proposta del titular o la titular del centre, la sol·licitud d'autorització de percepcions, o la comunicació de l'establiment de percepcions, segons que escaigui, per les activitats complementàries, les activitats extraescolars i els serveis escolars establerts legalment i no coberts pels contractes programa, si se n'han subscrit.
- Aprovar, a proposta del titular o la titular del centre, el pressupost del centre i el retiment de comptes, referit tant a les assignacions de recursos públics com a les quantitats percebudes a què fa referència l'apartat anterior.
- Conèixer la resolució de conflictes escolars i vetllar perquè s'ajusti a la normativa vigent. A instància de mares, pares o tutors, el consell escolar pot revisar les decisions relatives a conductes dels alumnes que perjudiquin greument la convivència en el centre i proposar, si escau, les mesures pertinents.
- Participar en l'aprovació de les normes de funcionament del centre, les seves adequacions i la programació general anual proposades pel titular del centre.
- Participar en la supervisió i avaluació del desenvolupament de la programació anual del centre en l'àmbit docent i en l'àmbit administratiu i dels resultats que se n'obtenen.
- Participar en l'aplicació de la línia pedagògica general del centre, aprovar la carta de compromís educatiu, a proposta del titular o la titular del centre, i elaborar directrius per a programar i desenvolupar les activitats complementàries, les activitats extraescolars i els serveis escolars.
- Aprovar els criteris de col·laboració amb altres centres i amb l'entorn del centre, i, a proposta del titular o la titular del centre, aprovar els acords de corresponsabilitat i de subscripció de contractes programa i avaluar-ne l'aplicació.
- Assessorar el titular del centre en l'elaboració del projecte educatiu.

(Departament d'ensenyament, Catalunya.) (Josep Lluís, P., Tarragona.)

## Com hauria de ser un bon educador
L'escola nova necessita actualitzar-se per adaptar-se als grans canvis socials del moment, aquest canvi cada vegada es veu més clar, però per fer-lo bé cal parar, reflexionar i pensar quins passos cal seguir.
Necessitem replantejar l'educació actual i redissenyar una escola diferent de la que tenim actualment. No n’hi ha prou en treure els llibres de text de les nostres aules si es segueix treballant de la mateixa manera. Cal canviar la metodologia de base, cal capgirar tot el sistema educatiu tal com el concebem fins ara.
Aquest canvi no es farà d'un dia per l’altre, però és necessari que tots hi reflexionem i actuem per tal que puguem crear l'escola del segle XXI.
Per tenir una bona escola nova cal desenvolupar els conceptes:
1. L’infant és el protagonista i ha de regular el seu procés d'aprenentatge.
2. Que els infants triïn que volen aprendre i no per obligació.
3. Potenciar alumnes actius, creatius i reflexius en lloc de fer-los escoltar i escriure.
4. Concebre l’alumne/a de manera global, amb les seves emocions i sentiments i no només en nivell acadèmic.
5. Canviar el rol del mestre. Que faci de guia i acompanyant de l’alumne/a en el seu procés d'aprenentatge en lloc de ser un simple transmissor d'informació.
6. Que siguin els infants els que marquin el ritme de treball en lloc d'homogeneïtzar tots els alumnes d'un grup.
7. Basar l’aprenentatge en el treball cooperatiu en lloc del treball individual. És molt més enriquidor.
8. Tenir alumnes motivats i implicats en l’aprenentatge en lloc d'alumnes desmotivats. La motivació és el motor de l'educació.
9. Potenciar l’ús de les TIC. Cal integrar les noves tecnologies de manera natural en el procés d'aprenentatge.
10. Flexibilitzar els horaris en lloc de seqüenciar l’horari en sessions.
11. Treballar de manera interdisciplinària (que tots els aprenentatges es relacionin) en lloc de seqüenciar els aprenentatges en assignatures.
12. Tenir mestres engrescats, motivats i amb moltes ganes de gaudir de l’aprenentatge en lloc de mestres desanimats i pessimistes.
13. Utilitzar l’avaluació per construir (avaluació continuada) en lloc d'avaluar únicament per tenir unes qualificacions.
14. Lluitar per tenir un bon hàbit lector en tot el sistema educatiu en lloc de considerar la lectura com un problema.
15. Aprendre, ha de ser divertit, en lloc d'un procés monòton i avorrit.
16. Potenciar aules actives i participatives en lloc d'impartir classes magistrals (el mestre imparteix coneixement i l’alumne el rep).
17. Treballar conjuntament escola- família en lloc de tancar l'escola a les famílies. Les famílies són els nostres aliats.
18. Potenciar l’adquisició de coneixements a través de l'experimentació i la descoberta en lloc de limitar-nos a transmetre els coneixements.
19. Basar l’aprenentatge en el descobriment conjunt (alumnes-mestres) observant, experimentant, provant… en lloc de fer-ho només en els llibres de text.
20. Potenciar que voluntàriament els alumnes vulguin fer recerca i buscar informació en lloc d'avorrir-los diàriament amb deures mecànics i repetitius.

## En les arts
- El mestre d'escola, cançó de Guillermina Motta[6]
- El mestre d'escola, pintura d'Adriaen van Ostade (1662)